# 1-во основно училище „Христо Ботев“
I ОУ „Христо Ботев“ е основно училище в Търговище.
Взело името на големия български поет и революционер Христо Ботев, училището е сред най-старите в Област Търговище.
Сградата е разположена в самия център на града в непосредствена близост до градската градина. Разполага със сравнително голям открит двор с две игрища с асфалтово покритие и едно по-малко съдържащо опесъчени участъци.

## История
I ОУ „Христо Ботев“ се смята за наследник на старото класно училище Св. Седмочисленици, което е основано през 1846 г. От 1863 г. училището се помещава в забележителната новопостроена сграда в квартал Вароша. За негов главен учител е привлечен Петко Р. Славейков, който нескрито показва възхищението си от постройката.
| „                                                    | „Прави се едно училище в името на Светите Седмочисленици, здание, каквото сега-засега в сичката България второ няма.“ | “ |
| Петко Р. Славейков, публикувано във вестник „Гайда“. | |   |

Сградата е запазена в прекрасен вид. В нея сега се помещава музейна експозиция. До 1882 г. училището е само за момчета, от 1883 е трансформирано в смесено училище. През 1905 г. с решение на общината се създава гимназиален клас. През 1923/1924 г. Прогимназията се отделя като самостоятелна единица. За директор е назначен Иван Халаджов. Започва строеж на нова сграда, който е завършен през 1931 г. От учебната 1962/1963 г. училището се нарича Първо основно училище „Христо Ботев“.